# Max Horton
Max Kennedy Horton (ur. 29 listopada 1883 w Rhosneigr, zm. 30 lipca 1951 w Londynie) – brytyjski wojskowy, admirał Royal Navy, jeden z asów broni podwodnej okresu I wojny światowej, podczas II wojny światowej dowódca brytyjskiej floty podwodnej, a od listopada 1942 roku komendant Western Approaches, o znaczącym wkładzie w zwycięstwo w bitwie o Atlantyk.

## Życiorys
Max Horton urodził się w miejscowości Rhosneigr na wyspie Anglesey, jego ojciec był maklerem. W 1898 roku wstąpił do szkoły oficerskiej Royal Navy na HMS „Britannia”. W 1904 roku zainteresował się nową bronią: okrętami podwodnymi i zaczął się specjalizować w tej dziedzinie. W 1907 roku otrzymał swoje pierwsze dowództwo na A1, następnie na C8. W 1911 roku wsławił się ratując z narażeniem własnego życia innego marynarza, za co został odznaczony srebrnym Sea Gallantry Medal. Na początku I wojny światowej dowodził pełnomorskim E9, na którym odniósł znaczące sukcesy. 13 września 1914 roku zatopił w pobliżu Helgolandu niemiecki mały krążownik "Hela" z niemal całą załogą (uratowano jedynie dwóch marynarzy), pierwszą jednostkę przeciwnika zatopioną przez brytyjski okręt podwodny. Powracając do portu kazał podnieść na maszcie piracką flagę (Jolly Roger) dla zawiadomienia o zwycięstwie, co zapoczątkowało tradycję jej użycia podczas obu światowych konfliktów. 6 października zatopił niszczyciel S 116 i za te osiągnięcia został odznaczony po raz pierwszy Distinguished Service Order. W drugiej połowie października 1914 roku, wraz z E1 dowodzonym przez Noela F. Laurence'a oraz E11 z Martinem Dunbar-Nasmithem został na E9 skierowany na Morze Bałtyckie, gdzie działając w oparciu o rosyjskie bazy odnieśli wszyscy znaczące sukcesy w działaniach przeciwko niemieckim liniom żeglugowym, zakłócając skutecznie dostawy rudy żelaza ze Szwecji. 2 lipca 1915 roku storpedował w rejonie Rozewia krążownik pancerny "Prinz Adalbert", poważnie go uszkadzając. Jego osiągnięcia przyniosły mu odznaczenie rosyjskim Orderem św. Jerzego.
Po powrocie do Wielkiej Brytanii pod koniec 1915 roku, otrzymał dowództwo nowego okrętu podwodnego J6. W 1917 roku został odznaczony po raz drugi Distinguished Service Order, a w roku następnym objął dowodzenie podwodnym monitorem M1. W 1919 roku dowodził flotyllą okrętów podwodnych, rok później ponownie wziął udział w działaniach na Bałtyku, przeciwko bolszewikom w ramach interwencji alianckiej. Za swe zasługi został wówczas po raz trzeci odznaczony DSO. W latach międzywojennych przechodził kolejne stopnie kariery wojskowej, dowodził między innymi flotyllą okrętów podwodnych typu K oraz pancernikiem "Resolution". W 1932 roku został awansowany do stopnia kontradmirała (Rear Admiral) i mianowany zastępcą dowódcy Home Fleet. Dwa lata później został odznaczony Orderem Łaźni, w 1935 roku objął dowództwo dywizjonu krążowników Floty Śródziemnomorskiej. Rok później awansował do stopnia wiceadmirała (Vice Admiral) i został dowódcą Floty Rezerwowej. Na początku 1939 roku został komandorem Orderu Łaźni.
Po wybuchu II wojny światowej objął dowództwo Northern Patrol, odpowiadając za blokadę wyjść z Morza Północnego na Atlantyk. W styczniu 1940 roku powrócił do dowodzenia okrętami podwodnymi, jako oficer flagowy sił podwodnych Royal Navy. Kierował z sukcesami działaniami brytyjskich okrętów podwodnych podczas kampanii norweskiej a po przystąpieniu Włoch do wojny skupił się na skutecznych operacjach przeciwko trasom zaopatrzeniowym Osi na Morzu Śródziemnym, na trasie do Afryki Północnej. Był również odpowiedzialny za nadzór nad projektowaniem i opracowaniem taktyki działania miniaturowych okrętów podwodnych. W 1941 roku awansował do stopnia pełnego admirała (Admiral), a w listopadzie 1942 roku objął dowództwo Western Approaches (Commander in Chief, Western Approaches – CINKWA), zastępując admirała Percy'ego Noble'a. Na tym stanowisku, kwaterując w Liverpoolu, odpowiadał za bezpieczeństwo konwojów zmierzających przez Atlantyk do portów brytyjskich. Do jego niewątpliwych zasług na tym stanowisku należą: utworzenie systemu grup eskortowych, grup wsparcia (support groups) i poszukiwawczych (hunter-killer groups), tworzonych wokół lotniskowców eskortowych, aktywnie zwalczających U-Booty na oceanie; zwiększenie roli lotnictwa w wykrywaniu i atakowaniu okrętów podwodnych przeciwnika; wykorzystanie zdobyczy technicznych, jak radar czy radionamiernik. Rozpoczęta w 1943 roku ofensywa przeciwko U-Bootom, chociaż nie zlikwidowała całkowicie zagrożenia z ich strony, doprowadziła do znacznego ograniczenia odnoszonych przez nie sukcesów.
Admirał Max Horton odszedł ze służby na własną prośbę w sierpniu 1945 roku. W tym samym roku został kawalerem Wielkiego Krzyża Orderu Łaźni. W trakcie swojej kariery był również honorowany odznaczeniami innych krajów: rosyjskimi Orderem św. Jerzego (1915), Orderem św. Włodzimierza z mieczami, Orderem św. Anny z mieczami i diamentami i Orderem św. Stanisława; francuskimi Legią Honorową i Krzyżem Wojennym z palmą; holenderskim Krzyżem Wielkim Orderu Oranje-Nassau (1942); amerykańską Legią Zasługi (1946) oraz norweskim Krzyżem Wielkim Orderu św. Olafa. W 1946 roku otrzymał honorowe obywatelstwo Liverpoolu, dwa lata później doktorat honorowy na Queens University w Belfaście.
Zmarł 30 lipca 1951 roku w Londynie, został pochowany w katedrze w Liverpoolu.